# Le Bouchet-Saint-Nicolas
Le Bouchet-Saint-Nicolas is een gemeente in het Franse departement Haute-Loire (regio Auvergne-Rhône-Alpes) en telt 236 inwoners (1999). De plaats maakt deel uit van het arrondissement Le Puy-en-Velay.

## Geografie
De oppervlakte van Le Bouchet-Saint-Nicolas bedraagt 18,9 km², de bevolkingsdichtheid is 12,5 inwoners per km².
De onderstaande kaart toont de ligging van Le Bouchet-Saint-Nicolas met de belangrijkste infrastructuur en aangrenzende gemeenten.

## Demografie
Onderstaande figuur toont het verloop van het inwonertal (bron: INSEE-tellingen).